# Biserica „Nașterea Maicii Domnului” din Zăicana
Biserica „Nașterea Maicii Domnului” cu troițe și masa pomenirii este o biserică amplasată în Zăicana, raionul Criuleni, Republica Moldova. Este un monument istoric de importanță națională inclus în Registrul monumentelor Republicii Moldova ocrotite de stat cu nr. 367 (raionul Criuleni).